# Khoa học khủng khiếp (bộ sách)
Khoa học khủng khiếp là một bộ sách cùng với 
Lịch sử khủng khiếp, được viết bởi Nick Arnold và Phil Gates,minh họa bởi Tony de Saulles và được Scholastic xuất bản ở Anh và Ấn Độ. Tại Việt Nam, bộ sách được xuất bản bởi NXB Trẻ. Chúng được thiết kế để khiến trẻ em có hứng thú với khoa học bằng cách tập trung vào những thứ tầm thường, bất thường, đẫm máu, khó chịu và cực kì hài hước với hình minh họa sống động. Bộ sách đang được lưu hành tại 24 quốc gia và hơn 4 triệu bản đã được bán ở Anh. 
1. ↑  "Welcome to Horrible Science – Horrible Science". horrible-science.co.uk. Bản gốc lưu trữ ngày 15 tháng 8 năm 2015. Truy cập ngày 15 tháng 4 năm 2015.